# Апагадо
Апагадо — вулкан. Другое название Апагадо — исп. Hualiaque. Располагается в области Лос-Лагос, Чили.
Апагадо имеют форму вулканического конуса, высотой 1210 метров. Находится в Патагонских Андах между вулканами Орнопирен и Яте в 50 км к юго-востоку от города Пуэрто-Монт.
Вулканический конус вулкана хорошо сохранился. Сам вулкан образовался в современный период. Извержений не зафиксировано.